# Championnat d'Andorre de football 2001-2002
Navigation
Saison précédente Saison suivante
La saison 2001-2002 de Divisió 1A est la septième édition de la première division andorrane.
Lors de celle-ci, le FC Santa Coloma a tenté de conserver son titre de champion face aux sept meilleurs clubs andorrans lors d'une série de matchs se déroulant sur toute l'année.
Les huit clubs participants à la première phase de championnat ont été confrontés à deux reprises aux sept autres. Lors de la deuxième phase, les quatre premiers se sont affrontés deux fois de plus pour se disputer la victoire finale et les quatre derniers pour éviter la relégation.
C'est le FC Encamp qui a été sacré champion d'Andorre pour la deuxième fois.
Deux places du championnat étaient qualificatives pour les compétitions européennes.

## Qualifications en coupe d'Europe
À l'issue de la saison, le champion s'est qualifié pour le tour de qualification de la Coupe UEFA 2002-2003.
Le second du championnat s'est qualifié pour la Coupe Intertoto 2002.

## Les 8 clubs participants
| Club                     | Ville               |
| ------------------------ | ------------------- |
| FC Encamp                | Encamp              |
| Sporting Club d'Escaldes | Escaldes-Engordany  |
| Inter Club d'Escaldes    | Escaldes-Engordany  |
| FC Lusitanos             | Andorre-la-Vieille  |
| CE Principat             | Andorre-la-Vieille  |
| FC Ranger's              | Andorre-la-Vieille  |
| FC Santa Coloma          | Andorre-la-Vieille  |
| UE Sant Julià            | Sant Julià de Lòria |

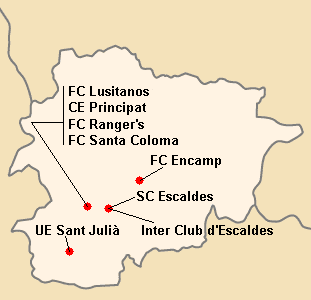
Localisation des clubs engagés dans le championnat.

En raison du peu de stades se trouvant sur le territoire d'Andorre, les matchs sont joués exclusivement à l'Estadi Nacional d'Aixovall d'une capacité de 1 500 places.

## Compétition

### Phase 1

#### Classement
Le classement est établi sur le barème de points classique (victoire à 3 points, match nul à 1, défaite à 0).
Pour départager les égalités, on tient d'abord compte de la différence de buts générale, puis du nombre de buts marqués, puis des confrontations directes et enfin si la qualification ou la relégation est en jeu, les deux équipes jouent une rencontre d'appui sur terrain neutre.
| Rang | Équipe                   | Pts | J  | G  | N | P  | Bp | Bc | Diff |
| ---- | ------------------------ | --- | -- | -- | - | -- | -- | -- | ---- |
| 1    | UE Sant Julià            | 35  | 14 | 11 | 2 | 1  | 39 | 9  | +30  |
| 2    | FC Encamp                | 34  | 14 | 11 | 1 | 2  | 34 | 12 | +22  |
| 3    | FC Santa Coloma T        | 31  | 14 | 9  | 4 | 1  | 43 | 17 | +26  |
| 4    | FC Ranger's P            | 19  | 14 | 5  | 4 | 5  | 23 | 20 | +3   |
| 5    | CE Principat             | 14  | 14 | 4  | 2 | 8  | 24 | 32 | -8   |
| 6    | FC Lusitanos C           | 12  | 14 | 3  | 3 | 8  | 19 | 30 | -11  |
| 7    | Inter Club d'Escaldes    | 7   | 14 | 2  | 1 | 11 | 15 | 39 | -24  |
| 8    | Sporting Club d'Escaldes | 6   | 14 | 1  | 3 | 10 | 11 | 49 | -38  |

| Légende : Qualifications et relégations | Légende : Qualifications et relégations                                                           |
| --------------------------------------- | ------------------------------------------------------------------------------------------------- |
|                                         | Qualifié pour le tour des champions                                                               |
|                                         | Qualifié pour le tour de relégation                                                               |
|                                         | T : Tenant du titre 2000-2001 P : Promu en 2000-2001 C : Vainqueur de la Coupe de la Constitution |

#### Matchs
| Résultats (▼dom., ►ext.)                                   | Enc | Esc | Int | Lus | Pri | Ran | FCSC | UESJ |
| FC Encamp                                                  |     | 5-1 | 5-1 | 1-0 | 2-0 | 1-0 | 3-3  | 0-2  |
| Sporting Club d'Escaldes                                   | 1-6 |     | 2-2 | 0-0 | 0-4 | 0-4 | 0-6  | 1-4  |
| Inter Club d'Escaldes                                      | 1-3 | 0-3 |     | 2-4 | 0-1 | 0-3 | 2-4  | 0-2  |
| FC Lusitanos                                               | 1-2 | 2-0 | 0-2 |     | 2-2 | 3-3 | 1-3  | 0-4  |
| CE Principat                                               | 0-1 | 5-0 | 5-2 | 2-4 |     | 0-1 | 2-3  | 1-5  |
| FC Ranger's                                                | 0-3 | 1-1 | 2-0 | 3-1 | 1-1 |     | 2-4  | 1-3  |
| FC Santa Coloma                                            | 1-0 | 6-1 | 1-2 | 3-0 | 6-1 | 2-2 |      | 1-1  |
| UE Sant Julià                                              | 1-2 | 4-1 | 4-1 | 3-1 | 5-0 | 1-0 | 0-0  |      |
| - Victoire à domicile - Match nul - Victoire à l'extérieur |     |     |     |     |     |     |      |      |

### Phase 2

#### Classements
Les classements sont établis sur le barème de points classique (victoire à 3 points, match nul à 1, défaite à 0).
Il y a eu un changement lors de cette saison, en effet les clubs ont gardé les résultats obtenus lors de la manche précédente pour cette deuxième phase.
Pour départager les égalités, on tient d'abord compte de la différence de buts générale, puis du nombre de buts marqués, puis des confrontations directes et enfin si la qualification ou la relégation est en jeu, les deux équipes jouent une rencontre d'appui sur terrain neutre.
| Rang | Équipe            | Pts | J  | G  | N | P | Bp | Bc | Diff |
| ---- | ----------------- | --- | -- | -- | - | - | -- | -- | ---- |
| 1    | FC Encamp         | 44  | 20 | 14 | 2 | 4 | 43 | 18 | +25  |
| 2    | UE Sant Julià     | 43  | 20 | 13 | 4 | 3 | 51 | 21 | +30  |
| 3    | FC Santa Coloma T | 42  | 20 | 12 | 6 | 2 | 57 | 23 | +34  |
| 4    | FC Ranger's P     | 23  | 20 | 6  | 5 | 9 | 28 | 36 | -8   |

| Rang | Équipe                   | Pts | J  | G | N | P  | Bp | Bc | Diff |
| ---- | ------------------------ | --- | -- | - | - | -- | -- | -- | ---- |
| 5    | FC Lusitanos C           | 22  | 20 | 6 | 4 | 10 | 32 | 39 | -7   |
| 6    | CE Principat             | 22  | 20 | 6 | 4 | 10 | 32 | 40 | -8   |
| 7    | Inter Club d'Escaldes    | 20  | 20 | 6 | 2 | 12 | 23 | 42 | -19  |
| 8    | Sporting Club d'Escaldes | 9   | 20 | 2 | 3 | 15 | 15 | 62 | -47  |

| Légende : Qualifications et relégations | Légende : Qualifications et relégations                                                           |
| --------------------------------------- | ------------------------------------------------------------------------------------------------- |
|                                         | Coupe UEFA 2002-2003 (Tour de qualification)                                                      |
|                                         | Coupe Intertoto 2002 (1er Tour)                                                                   |
|                                         | Relégation en Segona Divisió                                                                      |
|                                         | T : Tenant du titre 2000-2001 P : Promu en 2000-2001 C : Vainqueur de la Coupe de la Constitution |

#### Matchs
| Résultats (▼dom., ►ext.)                                   | Enc | Ran | FCSC | UESJ |
| FC Encamp                                                  |     | 3-0 | 2-3  | 0-1  |
| FC Ranger's                                                | 0-1 |     | 1-0  | 1-5  |
| FC Santa Coloma                                            | 1-1 | 4-0 |      | 2-2  |
| UE Sant Julià                                              | 1-2 | 3-3 | 0-4  |      |
| - Victoire à domicile - Match nul - Victoire à l'extérieur |     |     |      |      |

| Résultats (▼dom., ►ext.)                                   | Esc | Int | Lus | Pri |
| Sporting Club d'Escaldes                                   |     | 0-1 | 0-4 | 1-2 |
| Inter Club d'Escaldes                                      | 1-0 |     | 2-3 | 3-0 |
| FC Lusitanos                                               | 4-1 | 0-1 |     | 2-2 |
| CE Principat                                               | 1-2 | 0-0 | 3-0 |     |
| - Victoire à domicile - Match nul - Victoire à l'extérieur |     |     |     |     |

## Bilan de la saison
| Tableau d'Honneur        |              |
| Compétition              | Vainqueur    |
| Divisió 1A               | FC Encamp    |
| Coupe de la Constitution | FC Lusitanos |

| Qualifications européennes 2002-2003 |               |
| Coupe UEFA                           | Qualifiés     |
| Tour de qualification                | FC Encamp     |
| Coupe Intertoto                      | Qualifiés     |
| 1er tour                             | UE Sant Julià |

| Promotions et relégations  |          |
| Relégués en Segona Divisió | Aucun    |
| Promus de Segona Divisió   | FC Cerni |